# 扎格羅斯山脈森林草原
扎格羅斯山脈森林草原（Zagros Mountains forest steppe）是在西亞的溫帶闊葉混合林生態區域。這個生態區域沿著扎格羅斯山脈，北從土耳其的東部和伊拉克北部開始，一路延伸到伊朗南部。

## 地理
扎格羅斯山脈是非洲板塊與歐亞大陸板塊碰撞而形成的褶皺山脈帶。山脈在西部、南部和東部，受到沙漠和半沙漠包圍。西面是美索不達米亞和伊朗南部的乾燥草原、灌木叢和低窪沙漠，東面是伊朗高原的高原沙漠，北部則是亞美尼亞高原和厄爾布爾士山脈。

## 氣候
生態區域的氣候是半乾旱和溫帶形態。年降水量400～800毫米，多半在冬春季節降下。夏季炎熱乾燥，冬季寒冷，冬季氣溫最冷時降至攝氏-25度以下。山脈南端的氣溫一般較高，也較乾燥。

## 植物群

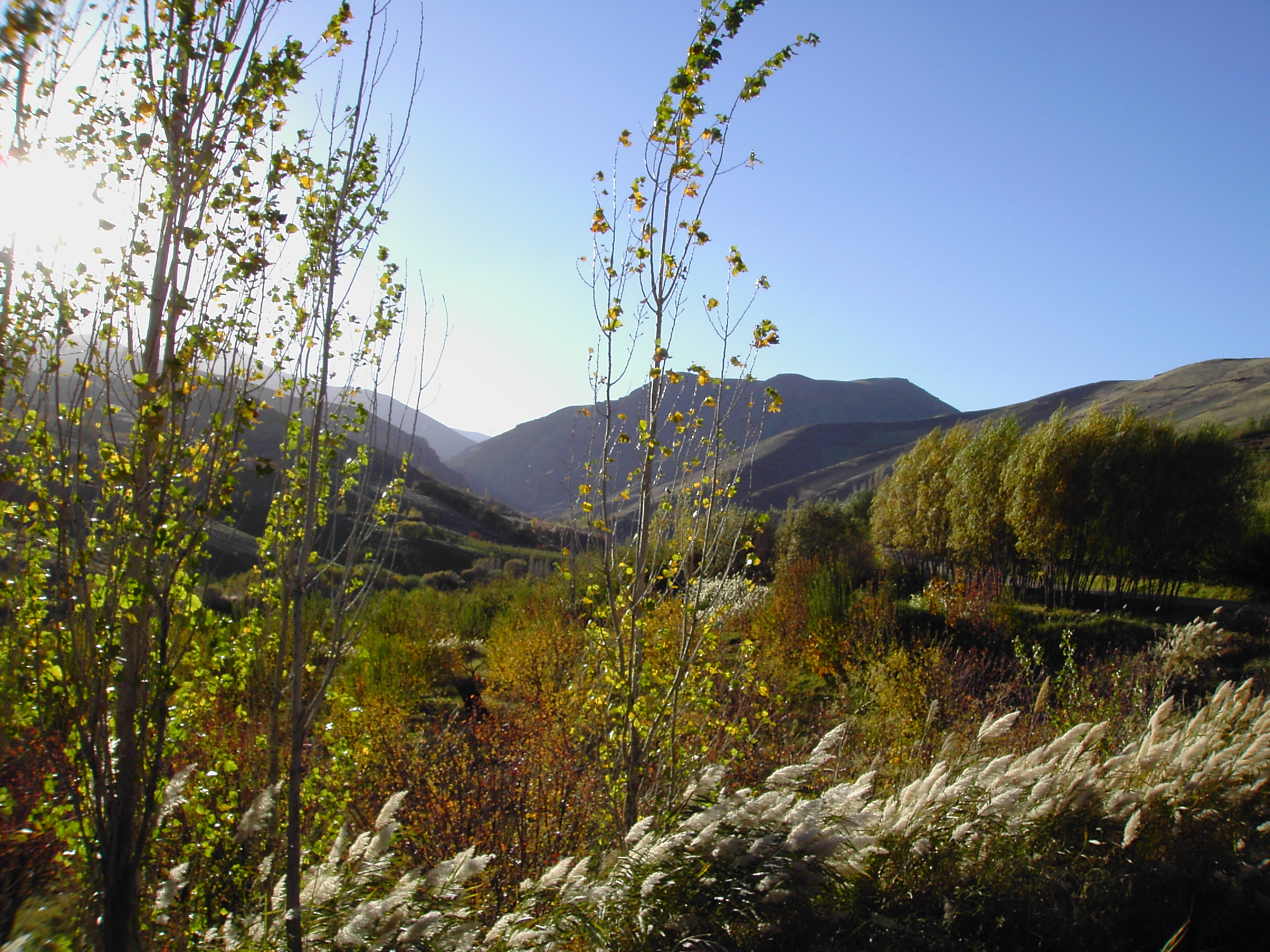
扎格羅斯山脈特有的波斯橡樹森林一景。

山區主要的植物群落為落葉闊葉樹森林，或是開闊林地，林下為草原灌木和草類。波斯橡樹（Quercus brantii）是特色樹種，伊朗扎格羅斯山脈的50%以上都有這個樹種的覆蓋。開心果樹（Pistacia spp.）形成小林，與波斯橡樹一起生長。植被隨海拔高度和受風而有變化。在生態區域北部海拔400至500公尺以上，有黃芪及鼠尾草屬疏灌草原，以及零星喬木。在海拔700至800公尺至約1,700公尺之間，有波斯櫟（Quercus brantii）和/或Q. boissieri的森林和殘餘森林出現。林木線在海拔1,900至2,000公尺之間，林木線之上有亞高山植被。
在山脈的南端，樹木較稀疏、更為開曠，草原植被較佔優勢。草原可達海拔1,400公尺處，生長有波斯櫟、山楂屬 (Crataegus)、扁桃(Prunus amygdalus)、朴屬 (Celtis spp.) 和梨樹 (Pyrus syriaca和Pyrus glabra) 的開闊林地延伸至海拔2,400公尺處。
雖然扎格羅斯山脈因為受到過度放牧和森林砍伐的影響而退化，仍擁有豐富而複雜的植物群。最初廣泛分佈的橡樹，仍有殘餘林地存在，也有公園般的開心果扁桃混合草原地。許多重要食用植物的野生品種，如小麥、大麥、小扁豆、扁桃、核桃、開心果、杏、李子、石榴、和葡萄，在整個山區都可看到。 
山脈特有植物有蔥屬植物、黃芪、甜菊屬植物等。

## 動物群
扎格羅斯山脈上棲息有許多受威脅和瀕危動物，包括波斯豹 (Panthera pardus tulliana)、敘利亞棕熊 (Ursus arctos syriacus)、盤羊 (Ovis orientalis orientalis)、狼 (Canis lupus)、條紋鬣狗 (Hyena hyena)、阿富汗狐 (Vulpes cana) 和麗倉鼠 (Calomyscus Baiwardi)。野山羊 (Capra aegrarus) 遍布扎格羅斯山脈全境。波斯黇鹿（Dama dama mesopotamica）是種曾被認為已經滅絕的古老馴養動物，於20世紀晚期在扎格羅斯山脈南部的胡齊斯坦省重新被發現。
亞洲獅 (Panthera leo persica) 在19世紀後期仍在山脈西南部棲息。現已滅絕。
Luristan蠑螈是生活在伊朗扎格羅斯山脈中部特有的脆弱物種。

## 保護區
在2017年所做的評估發現，生態區域有20,339平方公里（或5%）位於保護區內。其中有：:
- Arjan和Parishan保護區（IUCN V 類，597.8平方公里）
- 巴穆國家公園（IUCN II 類，486.8平方公里）
- Bakhtegan野生動物保護區（IUCN IV 類，2004平方公里）
- Kolahghazi野生動物保護區（IUCN IV 類，41.2平方公里）
- Dez野生動物保護區（IUCN IV 類，53平方公里）
- 比哈爾保護區（IUCN V 類，316.1平方公里）
- Bahramgor保護區（IUCN V 類，4,080平方公里）
- 安哥蘭保護區（IUCN V 類，923.2平方公里）
- Dez保護區（IUCN V 類，175.3平方公里）
- Karkheh保護區（IUCN V 類，140平方公里）

## 外部連結
- . 陸地生態區. 世界野生動物基金會.